# Josep Sunyol
Josep Sunyol i Garriga (Barcelona, 21 juli 1898 – Guadarrama, 6 augustus 1936) was een Catalaans politicus, journalist en advocaat. Van 1935 tot 1936 was hij bovendien clubpresident van FC Barcelona.
Sunyol kwam in 1928 in het bestuur van FC Barcelona. In 1930 richtte hij de linkse krant La Rambla op waarin het regime van de dictator Primo de Rivera werd bekritiseerd. Van 1935 tot en met 1936 was Sunyol president van FC Barcelona.
Sunyol was een linkse Catalaanse nationalist en zetelde voor de politieke partij Esquerra Republicana de Catalunya in de Kamer van Volksvertegenwoordigers te Madrid in 1931, 1933 en 1936. Op 6 augustus 1936, enkele weken na de start van de Spaanse Burgeroorlog, reden Sunyol en een journalist per ongeluk verboden gebied binnen, de Sierra de Guadarrama. Hij werd er aangehouden en zonder een vorm van gerechtelijk proces werd hij door het muitende leger van Francisco Franco gearresteerd en gefusilleerd.
- Biblioteca Nacional de España: XX5145561
- Bibliothèque nationale de France: cb16635850m (data)
- Catàleg d'autoritats de noms i títols de Catalunya: 981058508656106706
- Gemeinsame Normdatei: 122939565
- International Standard Name Identifier: 0000 0000 3638 1483
- Library of Congress Control Number: n97055396
- Système universitaire de documentation: 115594280
- Virtual International Authority File: 59978483
- WorldCat: E39PBJqvRqgWdb3wJRbdfCvbVC